# Cucina omanita

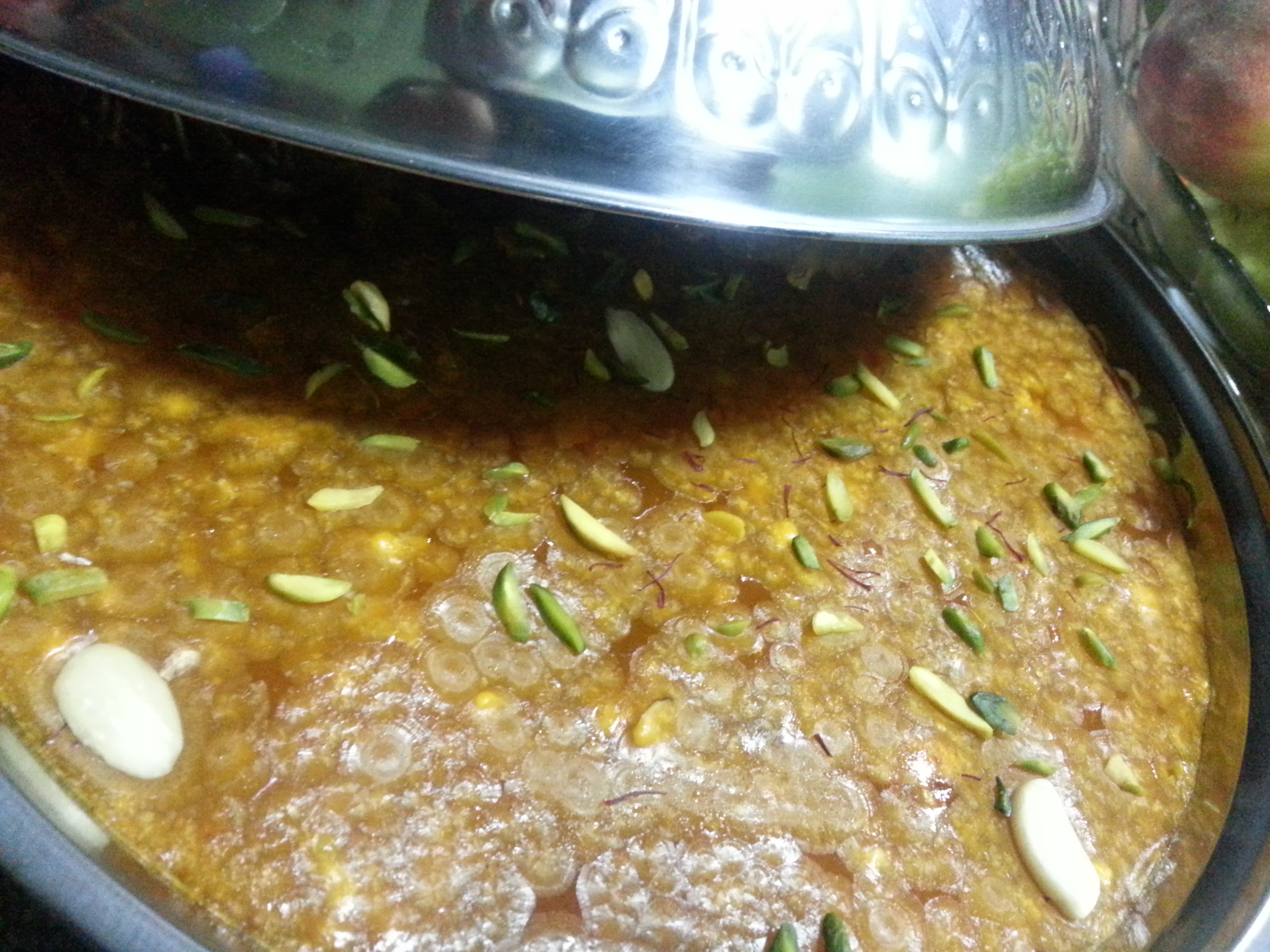
Halva

La cucina omanita comprende le abitudini culinarie dell'Oman. Essa è caratterizzata da uno stile piuttosto semplice.

## Caratteristiche generali
L'alimento fondante della cucina omanita è il riso, che può essere accompagnato con vitello, montone, pollo o pesce. I cibi non sono mai particolarmente piccanti, ma presentano comunque diverse fragranze derivate dall'uso delle spezie quali cardamomo, cannella, cumino, zenzero, limetta essiccata, curcuma e zafferano. Tra i piatti più comuni citiamo il maqbous, un piatto di riso allo zafferano con carne speziata, l'harees, un porridge con pollo, pomodori e cipolle, e il rabees, a base di carne di squalo fritta con fegato. La shuwa è invece un piatto a base di carne cotta 12 ore in forno con succo di datteri e spezie, per poi essere avvolta in foglie di banano e servita su un enorme vassoio denominato fadhl, mentre il mashuai è invece uno sgombro intero cotto allo spiedo e servito con riso aromatizzato al limone.
Tra le bevande locali troviamo il laban, una bevanda a base di yogurt aromatizzata al cardamomo e guarnita con pistacchi, nonché svariati tipi di succhi di frutta. Anche il caffè è molto popolare, anch'esso aromatizzato al cardamomo. La halva è un dolce ampiamente diffuso, preparato da soli uomini, e la sua ricetta viene tramandata di generazioni in generazioni.